# Arslantepe
Koordinaten: 38° 22′ 55″ N, 38° 21′ 40″ O

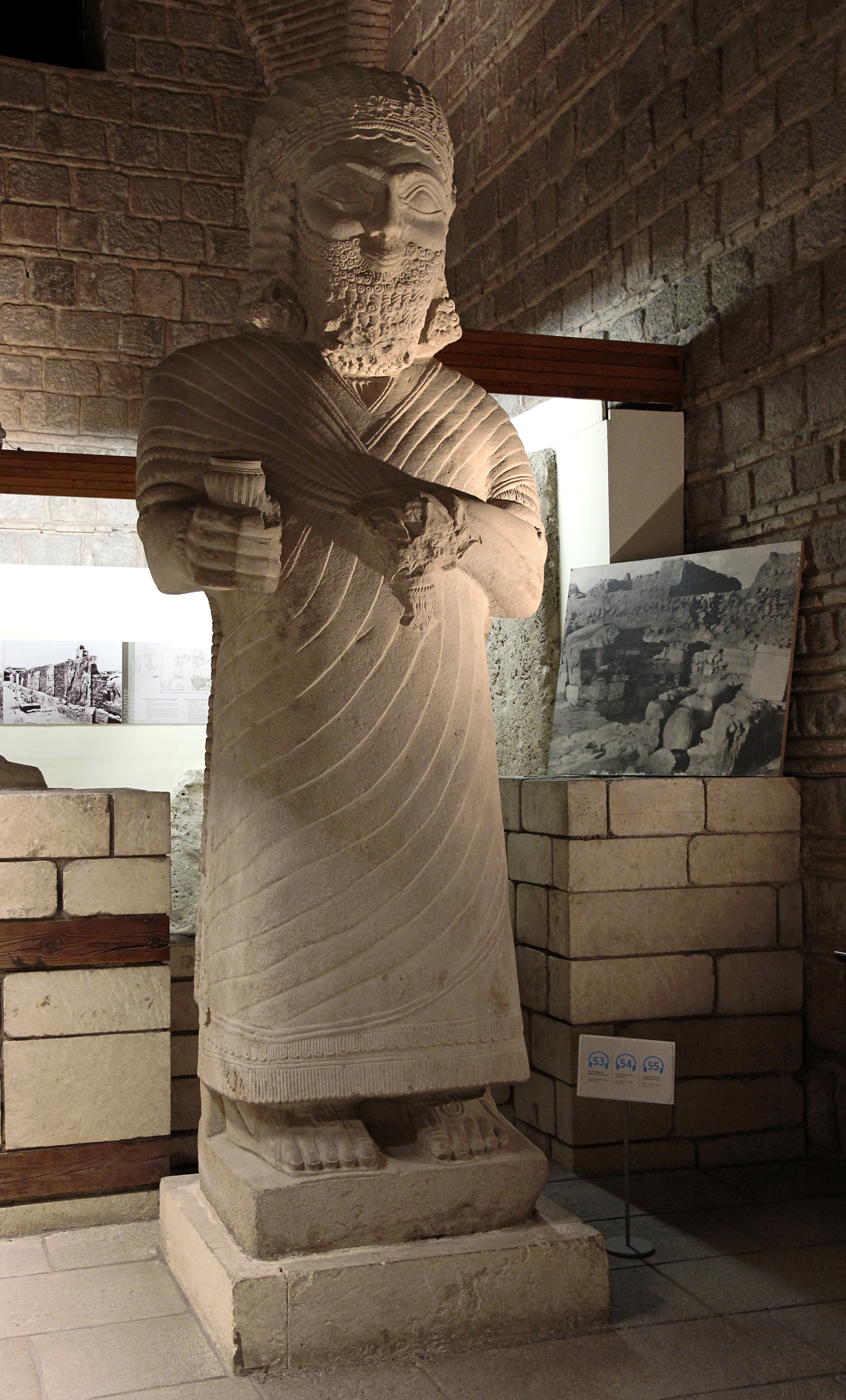
Statue eines Herrschers von Melid im Museum Ankara, vermutlich König Mutallu von Kummuḫ

Arslantepe, auch Arslan Tepe, Aslantepe, „Löwenhügel“, war eine seit dem 3. Jahrtausend v. Chr. befestigte Siedlung in Kleinasien. Den türkischen Namen hat der Hügel nach den hier gefundenen Löwenskulpturen. Der heutige Tell (Grabungshügel) mit Funden vor allem aus der Bronze- bis in die neo-hethitische Zeit liegt in Ostanatolien, sechs Kilometer nordöstlich der Stadt Malatya. Der Siedlungshügel hat eine ovale Form, die sich von Südwesten nach Nordosten erstreckt. Er hat eine Oberfläche von etwa 4,5 Hektar und erhebt sich etwa 30 Meter über der Umgebung.
Der Ort war seit dem 6. Jahrtausend v. Chr. besiedelt, im 2. Jahrtausend v. Chr. gehörte er zum hethitischen Großreich und ab dem späten 1. Jahrtausend v. Chr. befand sich hier das Zentrum des späthethitischen Königreichs von Melid.
Funde aus Arslantepe sind seit dem späten 19. Jahrhundert bekannt. Ausgrabungen fanden in den 1930er Jahren statt, wobei vor allem die hethitischen Hinterlassenschaften erforscht wurden, sowie seit den 1960er Jahren durch ein italienisches Team, das auch die vor- und frühgeschichtliche Architektur zum Vorschein brachte. In einer der späteren Schichten wurden die Skulpturen von Malatya gefunden. Seit Juli 2021 zählt der Hügel von Arslantepe zum UNESCO-Weltkulturerbe.

## Geschichte
Die Ausgrabungsstätte wird in acht übereinanderliegende Schichten VIII–I eingeteilt, wobei Schicht VIII die unterste, älteste darstellt.

### Periode VIII
Scherben von Keramik vom Halaf- und Ubeid-Typus deuten auf eine Besiedlung bereits im 6. Jahrtausend v. Chr., die ältesten architektonischen Spuren entstammen jedoch der späten Kupfersteinzeit 1–2, den Jahren 4300–3900 v. Chr. Es handelt sich um drei übereinanderliegende Schichten von Wohnhäusern mit verschiedenen Herdstellen. Die gefundene Keramik ist von einem lokalen Typus, der Ähnlichkeiten mit derjenigen aus Südostanatolien (z. B. Oylum Höyük) zeigt, aber auch auf Verbindungen nach dem oberen Mesopotamien hinweist.

### Periode VII

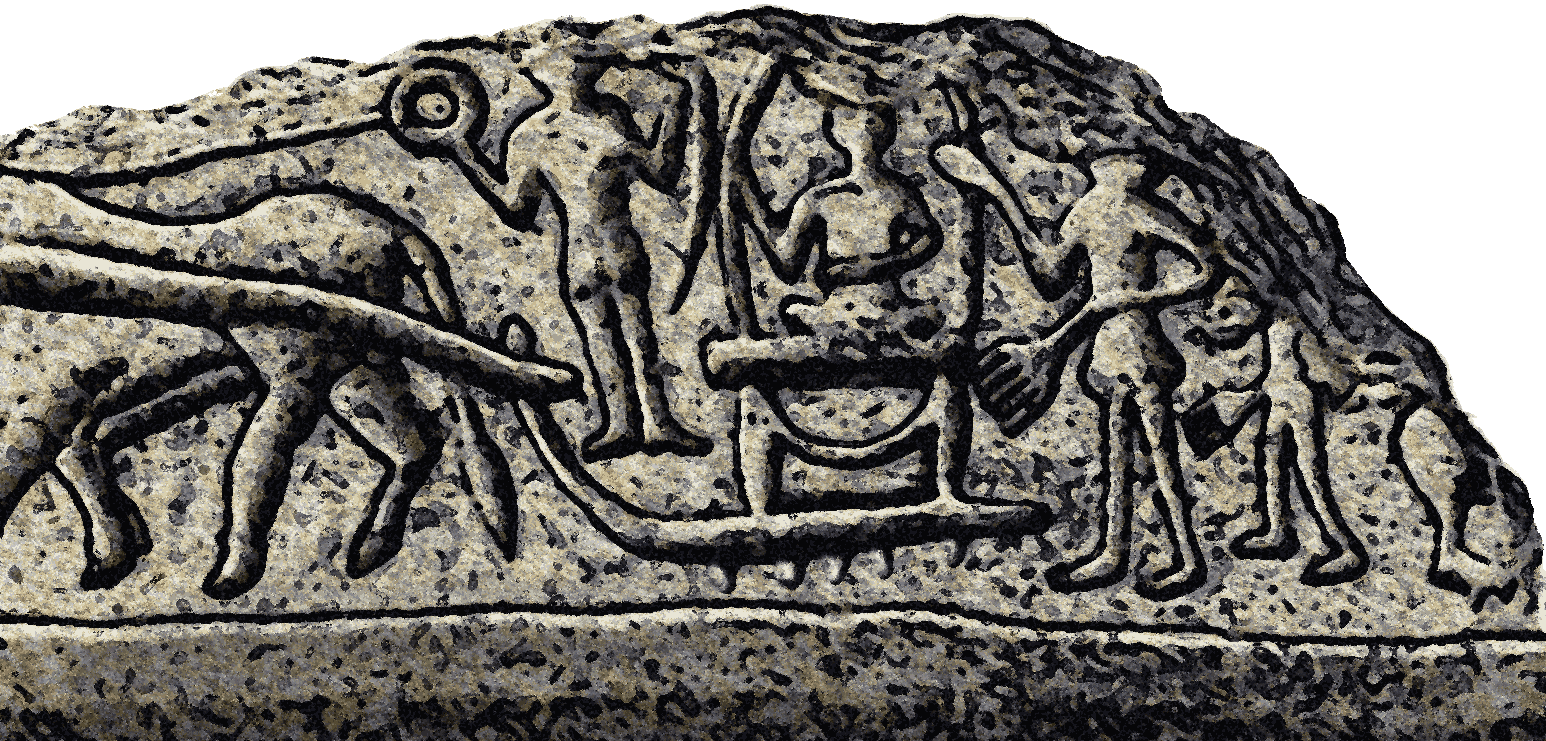
Zylindersiegel aus Arslantepe aus dem 4. Jahrtausend v. Chr.

Diese Phase wird zwischen 3000 und 3400 v. Chr., die späte Kupfersteinzeit 3–4, datiert. Im Nordosten des Hügels wurden in den 1960er und 1970er Jahren einfache Lehmziegelhäuser sowie Herdstellen außerhalb der Gebäude ergraben. In einem der Häuser war eine Wand mit schwarz-weißen Dreiecken bemalt. Erwachsene waren in Hockerstellung begraben mit Muscheln und Perlen als Beigaben, Kinder wurden in Töpfen unter den Fußböden bestattet. Bei neueren Ausgrabungen kam im Westteil der Stätte ein monumentales Gebäude mit 1,2 Meter starken Wänden aus Lehmziegeln zutage, das vermutlich eine Herrscherresidenz darstellt. Es hatte einen großen Saal mit vier gemauerten Säulen und Wandmalereien. Südwestlich davon befand sich auf einer künstlich angelegten Terrasse ein Tempelgebäude (Tempel C). Sein Hauptraum hatte Maße von 18 × 7,2 Metern und verfügte über eine zentrale Plattform für rituelle Mahlzeiten, mehrere Nischen an den Schmalseiten sowie ebenfalls über Wandmalereien. Dort und in den umliegenden Räumen wurden große Mengen von industriell gefertigter Keramik und von Siegelabdrücken gefunden. Die Art der Fertigung weist auf Verbindungen zum Gebiet westlich des Euphrat und der Amuq-Ebene.

### Periode VI A

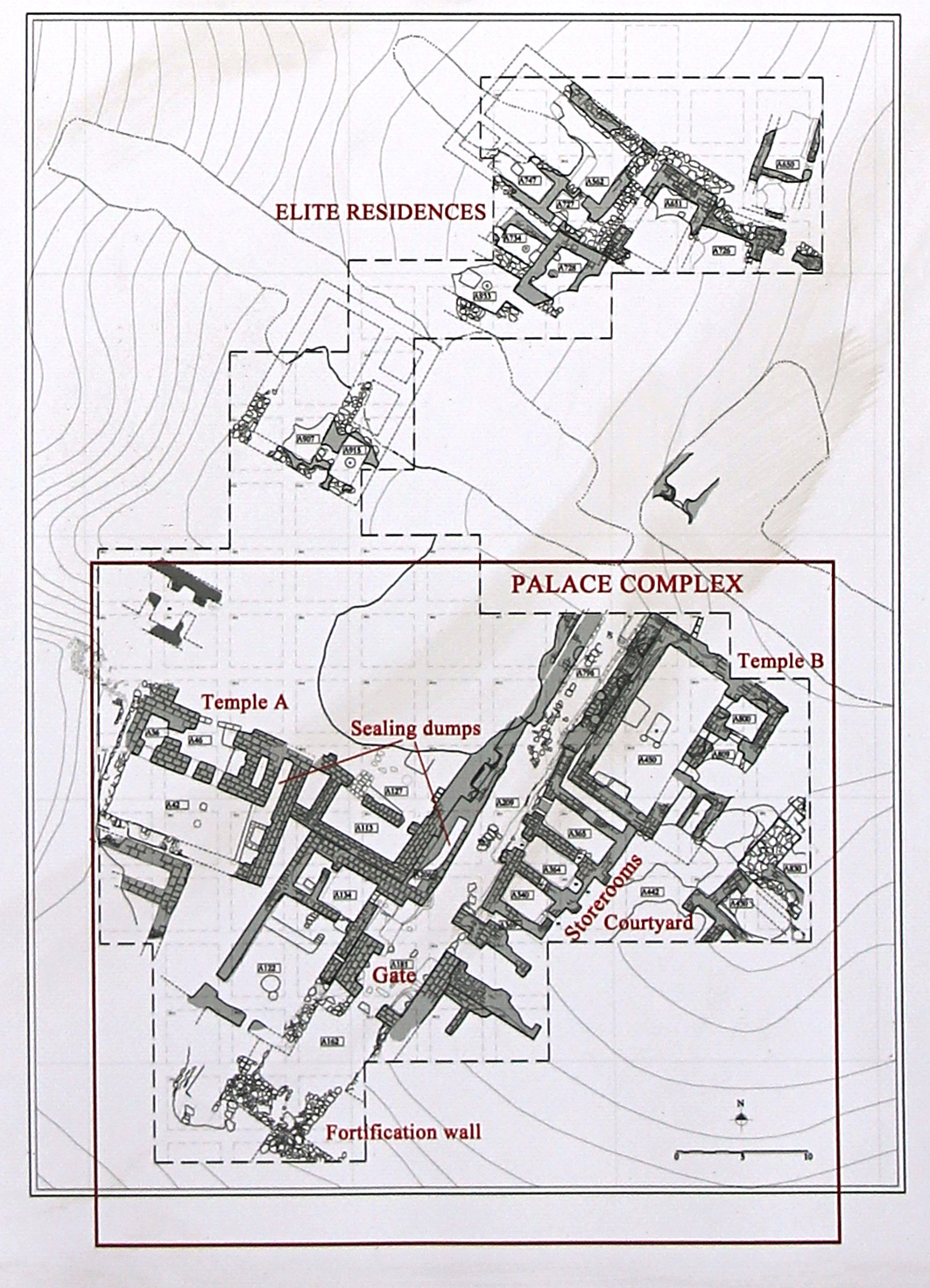
Plan des Palastkomplexes (aus Infotafel)

In dieser Periode, die etwa der späten Kupferzeit 5 und der Uruk-Zeit (3350–3000 v. Chr.) entsprach, konzentrierte sich auf dem Arslantepe die politische und ökonomische Macht über die Malatya-Ebene. Südlich von Tempel C, der aufgegeben wurde, entstand ein als Palast bezeichneter Komplex aus mehreren, sich über verschiedene Terrassen erstreckenden monumentalen Gebäuden, die über Korridore und Höfe untereinander verbunden waren. In dem Komplex waren religiöse wie auch administrative Funktionen vereinigt. Dazu gehörten die Tempel A und B, die zwar kleiner als der frühere Tempel C waren, deren Bedeutung aber durch ihre Lage auf der höchsten Terrasse hervorgehoben wurde. Ein weiterer Teil war ein Lagergebäude, bestehend aus zwei Zentralräumen und mehreren Seitenkammern. In den seitlichen Räumen wurden zahlreiche Pithoi, Krüge, Schalen und Flaschen gefunden, die der Lagerung größerer Mengen von Waren, hauptsächlich wohl Nahrungsmittel, dienten. In dem größeren der Haupträume fand sich dagegen eine große Zahl von massengefertigten Schalen, die vermutlich zur Verteilung der gelagerten Güter genutzt wurden. Ebenfalls fanden die Ausgräber Siegelabdrücke (Bullae), zum Teil von den entsprechenden Behältern abgefallen, teilweise auch gestapelt an den Wänden oder in den Ecken, wohl zur Wiederverwendung. Die Verteilung der Waren war also nicht mehr, wie in den vorherigen Perioden, an den Tempel gebunden, sondern wurde nun getrennt davon von einer profanen Instanz vorgenommen. Die Siegelabdrücke zeigen, dass es schon möglich war, große Warenbewegungen zu organisieren und festzuhalten, auch wenn der Gebrauch der Schrift noch nicht bekannt war.
Bei den Türen, die vom Eingangskorridor in die Gebäudetrakte führen, sind Figuren in rotem Ocker und Holzkohle an die Wände gemalt. Die am besten erhaltenen sind zwei Gestalten beiderseits des Lagereingangs, eine männlich, die andere vielleicht weiblich. Die Ausgräberin Marcella Frangipane schlägt als Deutung Götter oder Schamanen vor. Eine weitere Malerei zeigt ein stilisiertes Ochsengespann.
Die in dem Palastkomplex gefundene Keramik ist größtenteils auf der Töpferscheibe erstellt, in blassen Farben und von guter Qualität und zeigt nun deutliche Einflüsse aus Mesopotamien beziehungsweise Uruk. Daneben erscheint aber auch handgefertigte rotschwarze Ware, die nach Form, Aussehen und Technik auf anatolische Vorbilder hinweist. Der Ort scheint demnach zu dieser Zeit eine zentrale Rolle im interregionalen Netzwerk zwischen Mesopotamien, Syrien und Anatolien gespielt zu haben.
Einen bemerkenswerten Fund stellen neun Schwerter und zwölf Speerspitzen dar, die aus arsenhaltigem Kupfer hergestellt wurden. Sie zeigen den hohen Stand der Metallverarbeitung in Arslantepe. Bei den Schwertern, deren Griffe zum Teil mit Silbereinlagen verziert sind, handelt es sich um die ältesten heute bekannten Schwerter.

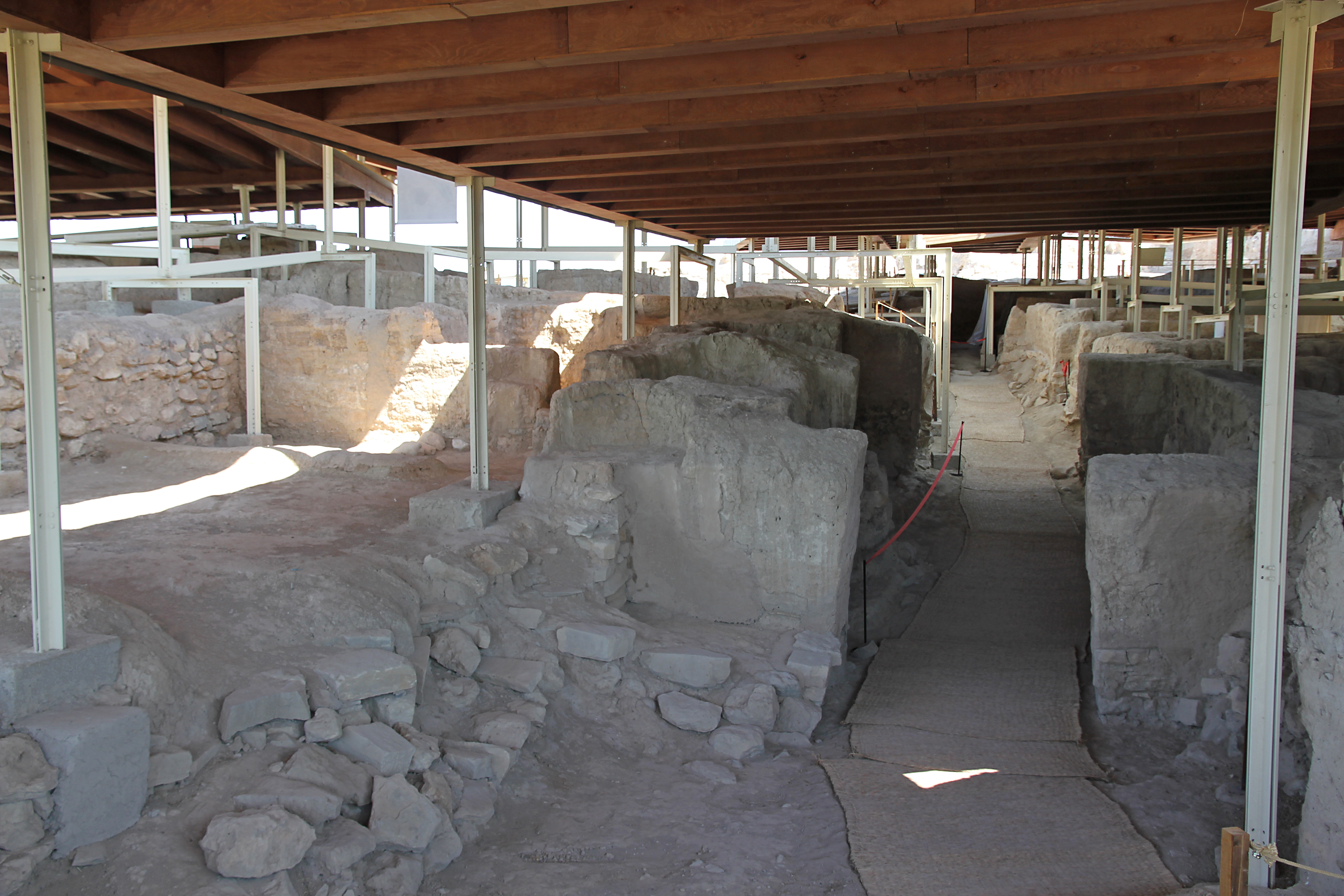
Torbereich des Palastkomplexes
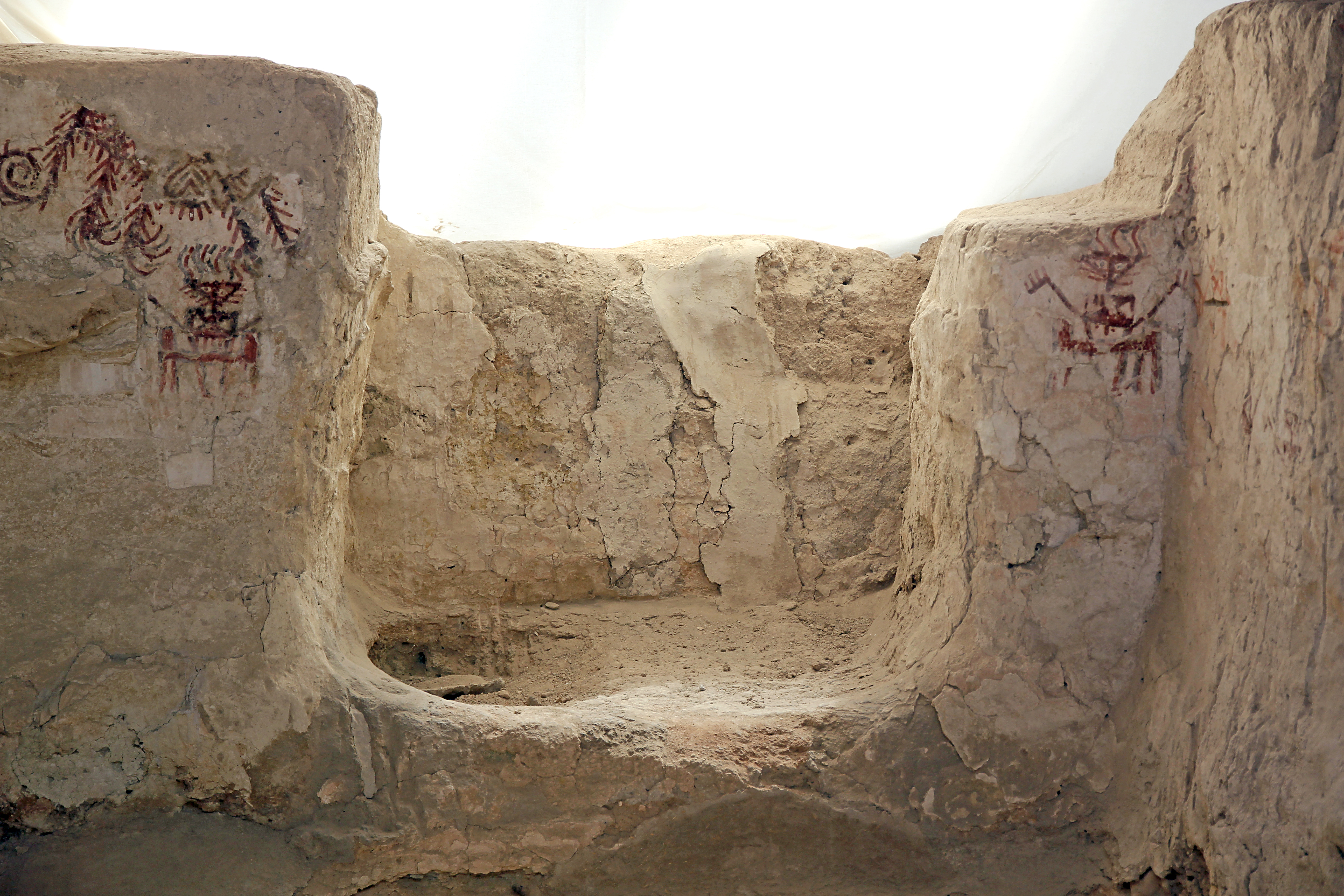
Malereien am Lagereingang
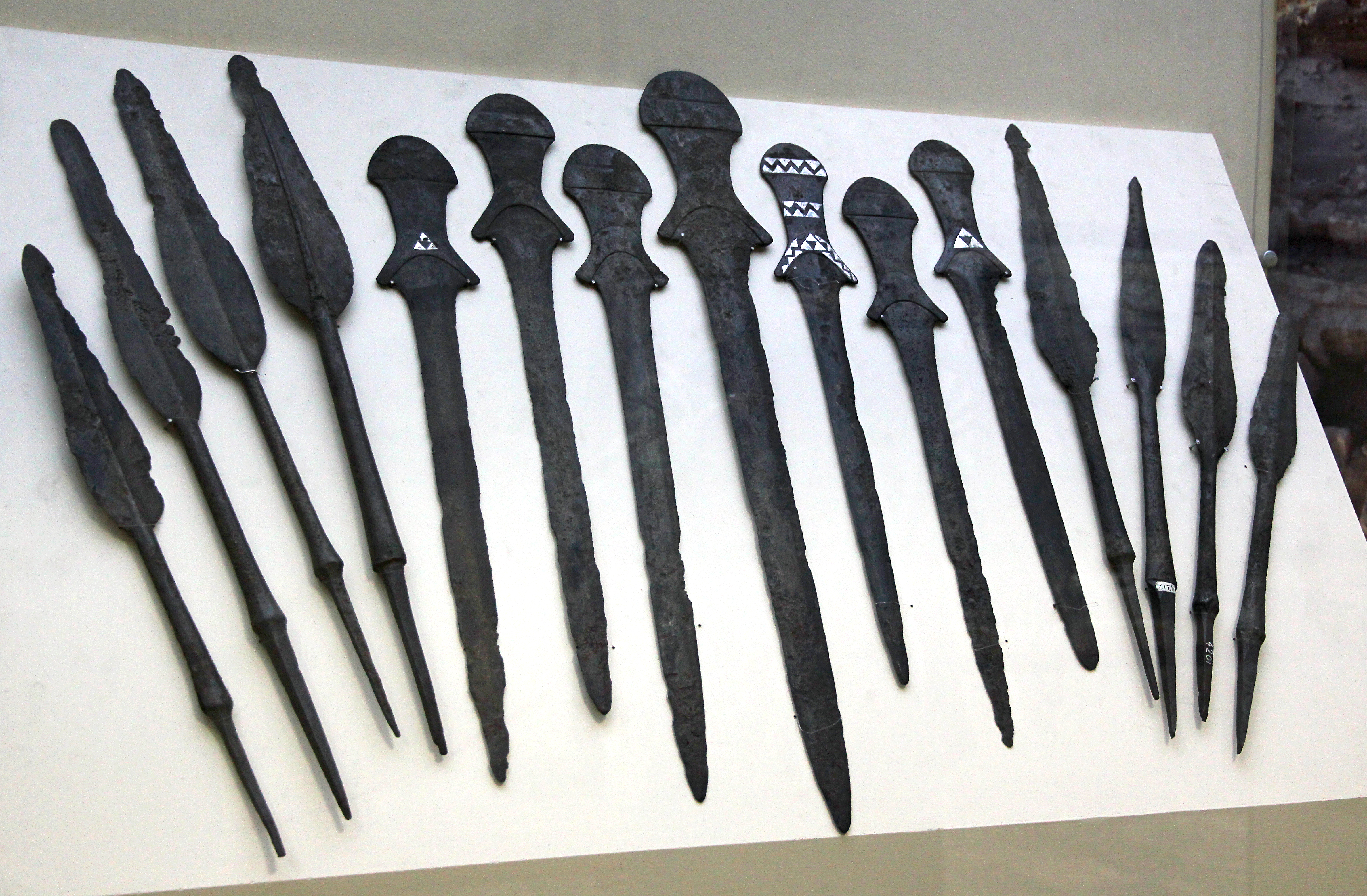
Schwerter und Speerspitzen im Museum Malatya

### Periode VI B

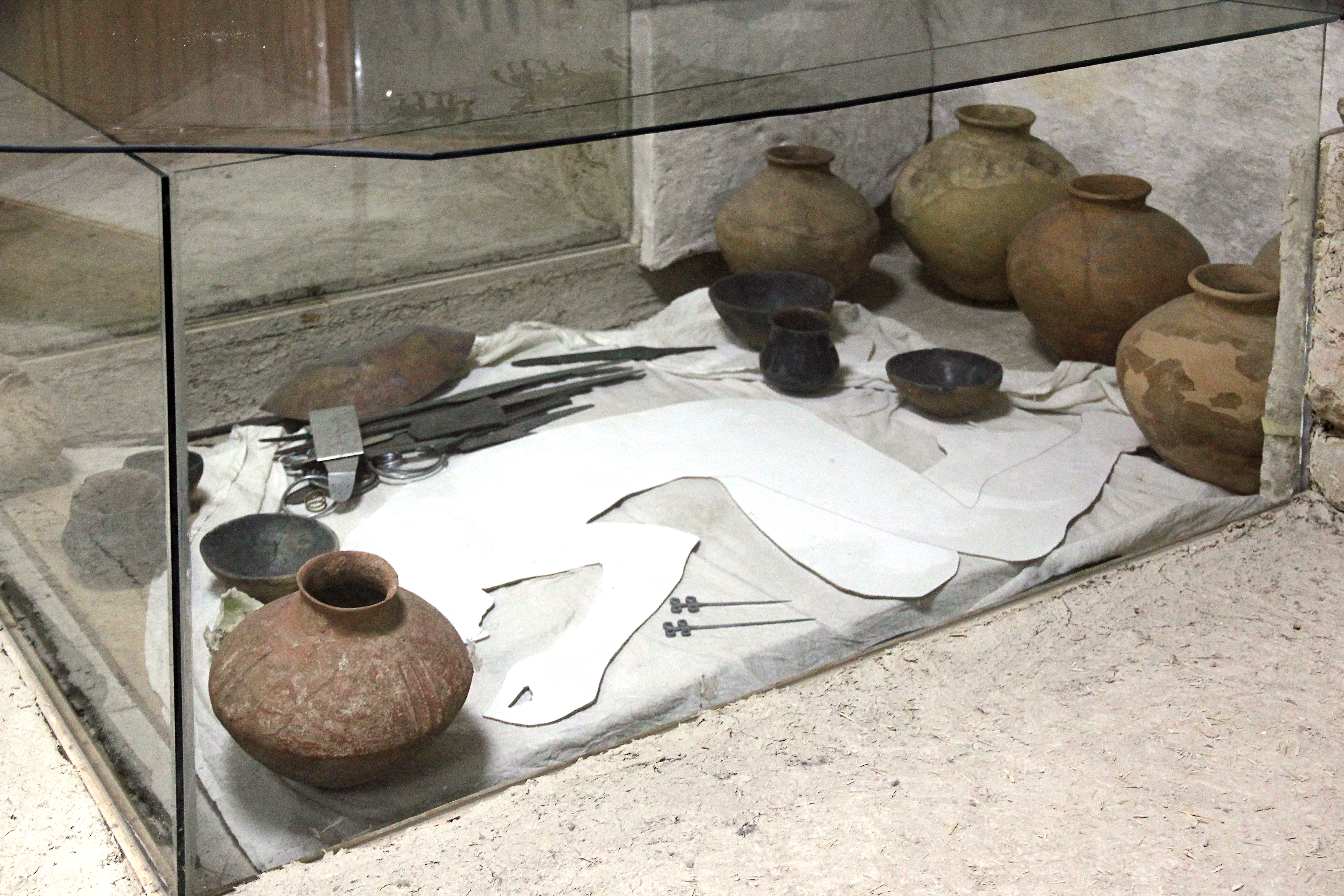
Rekonstruktion des Königsgrabs im Museum Malatya

Um 3000 v. Chr. wurde der Palast in einem verheerenden Feuer zerstört, was zum Ende der bisherigen Machtstrukturen führte. In der folgenden Phase der frühen Bronzezeit 1 (3000–2800 v. Chr.) war der Hügel zunächst von Gruppen von nomadischen Viehhaltern aus dem ostanatolischen bis transkaukasischen Raum bewohnt. Sie bauten Hütten aus mit Lehm beworfenem Flechtwerk, die Keramik beschränkte sich auf handgemachte rot-schwarze Ware. Gelegentlich werden die neuen Bewohner der südkaukasischen Kura-Araxes-Kultur zugerechnet. Nach einer Übergangszeit zeigt sich jedoch eine erneute Machtkonzentration durch den Bau einer vier Meter dicken Befestigungsmauer um den höchsten Teil, die aus Lehmziegeln auf Steinfundamenten errichtet war. Auch die Siedlung außerhalb der Mauern an den Hängen bestand jetzt wieder aus Lehmziegelhäusern mit bis zu drei Räumen. In den Räumen und auf den dazwischenliegenden Höfen konnten landwirtschaftliche Tätigkeiten nachgewiesen werden, aber auch Spuren von Metallverarbeitung. In dieser Zeit taucht auch vermehrt wieder die auf der Töpferscheibe erstellte, helle Keramik der Uruk-Art auf.
Am Anfang dieser Periode, zwischen 3000 und 2900 v. Chr., wurde außerhalb der Befestigung das sogenannte Königsgrab angelegt. Es liegt auf der Sohle einer fünf Meter durchmessenden Grube, die ursprüngliche Tiefe lässt sich auf Grund von späteren Änderungen nicht rekonstruieren. Es handelt sich um ein Steinkistengrab mit einer Seitenlänge von etwa zwei Metern. Die Kiste enthielt den Leichnam eines Erwachsenen, mit angezogenen Knien auf der rechten Seite liegend. Das Grab war mit reichen Beigaben ausgestattet. Dazu gehörten Tongefäße und Schmuck aus Karneol, Bergkristall, Silber und Gold sowie eine Ansammlung von Metallgegenständen hinter seinem Rücken. Sie besteht aus Waffen, Werkzeugen und Schmuck aus Arsenkupfer, Kupfer-Silber-Legierungen, Gold und Silber. Im Unterschied zu den Schwertern der Periode VI A handelt es sich bei diesen nicht um Repräsentationsobjekte, sondern um verwendbare Waffen. Auf der Deckplatte des Grabes wurden vier Skelette von Jugendlichen gefunden. Zwei davon, ein männliches und ein weibliches, lagen am Kopfende des Grabes und waren mit Schmuckstücken ausgestattet, Kupfernadeln, einem Diadem und einer Haarspirale aus einer Kupfer-Silber-Legierung ähnlich den Grabbeigaben. Möglicherweise handelt es sich hier um Verwandte des Bestatteten. Die anderen beiden, die am Fußende lagen, waren beide weiblich und trugen keinen Schmuck, vielleicht waren es Bedienstete. Die reiche Ausstattung des Bestatteten sowie die offensichtliche Anwesenheit von Menschenopfern deuten darauf hin, dass es sich um eine hochgestellte Persönlichkeit, wohl einen Herrscher, gehandelt hat.

### Periode VI C
Nachdem die Bauten der letzten Periode durch ein erneutes Feuer zerstört worden waren, war der Siedlungsort zunächst für einige Zeit verlassen. Während der frühen Bronzezeit II, zwischen 2750 und 2500 v. Chr., siedelten erneut Nomaden auf dem Hügel. Ähnlich der frühen Periode VI B hinterließen sie schnell vergängliche Bauten. Daneben bauten sie wenige runde Lehmhütten oder, noch seltener, halb unterirdische Häuser mit Vorbauten und Abfallgruben. In einer etwas späteren Phase entstand im höheren Teil ein mehrräumiges Terrassengebäude, in dessen rechteckigen Räumen unter anderem hufeisenförmige Herdstellen vorhanden waren. Das Gebäude zeigt auch Spuren von Reparaturarbeiten, sodass es wahrscheinlich über längere Zeit von einer Familie oder Sippe bewohnt war, während außerhalb saisonweise die nomadischen Bewohner lebten. Die Keramik war ausschließlich handgemacht, ähnlich der vorherigen rot-schwarzen Ware. Daneben gab es einen Typ von heller, polierter Ware, die mit roten und braunen geometrischen Motiven bemalt war.
Mit dieser Periode endete zunächst die Vormachtstellung des Ortes, die Verbindungen nach Mesopotamien und Syrien wurden aufgegeben zugunsten von Beziehungen nach Ostanatolien.

### Periode VI D
In der frühen Bronzezeit III, zwischen 2500 und 2000 v. Chr., nahm der Umfang der Siedlung wieder zu. Die Hänge waren bewohnt, und es wurde planvoller und dichter gebaut. Auch Ansätze von Straßen, Höfen und Kanälen können nachgewiesen werden, ebenso wie Werkstätten. Die nomadischen Erbauer der halb-unterirdischen Rundhäuser blieben im Laufe der Zeit fern. Langsam nahm Arslantepe wieder die Rolle der größten und machtvollsten Siedlung der Malatyaebene ein. Ob allerdings auch politische Macht damit verbunden war, ist unklar. Zahlreiche kleinere, autonome Siedlungen auf den Hügeln im Umkreis sprechen eher dagegen. Dies war möglicherweise auch der Grund, dass um die Hügeloberfläche wieder eine mächtige Befestigungsmauer mit einer starken, halbkreisförmigen Bastion errichtet wurde. Die weiterhin handgemachte Keramik dieser Periode ähnelt in der Herstellung stark der vorherigen. In der Bemalung entwickelte sich ein eigener Stil, der an Objekte aus der Provinz Elazığ erinnert. Möglicherweise wurden sie von einer dort ansässigen Werkstatt erstellt, die ihre Objekte weiträumig verteilte.

### Periode V
Diese Periode wird in die mittlere Bronzezeit von 2000 bis 1500 v. Chr. datiert. Aus der ersten Phase (V A1, bis etwa 1750) sind nur wenige Architekturzeugnisse erhalten, da sie bei der späteren Terrassierung der Hügelkuppe stark zerstört wurden. Erkennbar ist lediglich ein Wohnhaus mit einem großen viereckigen Raum, in dem eine hufeisenförmige Herdstelle gefunden wurde. Zahlreiche Webgewichte lassen vermuten, dass auch ein Webstuhl vorhanden war.
In der zweiten Phase (V A2, 1750–1500) machte sich bereits der Einfluss des entstehenden und nach Osten expandierenden hethitischen Reichs bemerkbar. Er äußerte sich darin, dass in dem bestehenden Befestigungswall ein imposantes Stadttor mit zwei flankierenden Türmen entstand, das große Ähnlichkeiten mit denen von Alişar und Ḫattuša aufweist. Der Stadteingang, der früher im südlichen Teil lag, war jetzt nach Nordosten ausgerichtet.

### Periode IV
Diese Periode umfasst die Zeit des hethitischen Großreichs in der späten Bronzezeit von 1500 bis zu dessen Ende nach 1200 v. Chr. Der Ort war unter dem Namen Mal(i)dija Zentrum eines hethitischen Vasallenstaates, der an der Grenze der assyrischen Einflusssphäre lag. Eine Toranlage blieb etwa an der gleichen Stelle durchgängig bestehen. Im Nordosten wurde eine Palastanlage erbaut. Auch eine Galerie mit falschem Gewölbe konnte ergraben werden, ähnlich den Poternen in Alişar, Alaca und Ḫattuša. Das Stadttor war ein monumentales Gebäude etwas östlich des vorherigen Eingangs, mit einem rechteckigen Raum mit zwei gegenüberliegenden Eingängen an seinen Längsseiten. Es schloss an eine Lehmziegelmauer auf einem soliden Steinsockel an und erinnerte an die anatolischen Anlagen von Alişar, Ḫattuša und Alaca. Die Keramik dieser Periode ist scheibengedreht, poliert und zeigt unterschiedliche Ritzmuster und Bemalungen, die wiederum deutlich auf die zentralanatolische Herkunft verweisen.

### Periode III–II

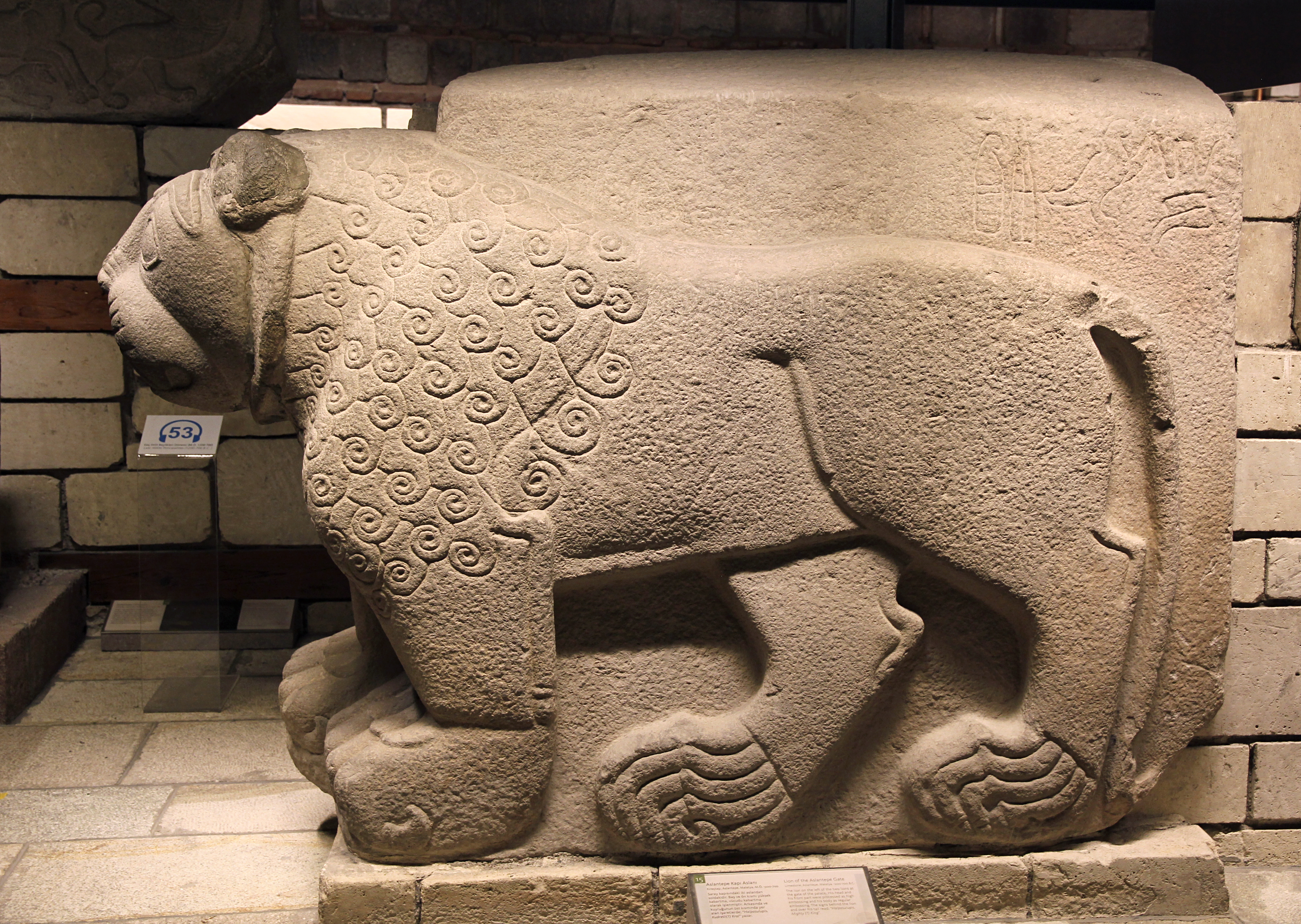
Portallöwe mit Inschrift vom Löwentor im Museum Ankara

Die hethitische Festung wurde nach dem Ende des Großreichs zerstört, wiederaufgebaut und fiel gegen Ende des 2. Jahrtausend v. Chr. nochmals einem Brand zum Opfer. Danach war der Ort für einige Zeit zumindest teilweise aufgegeben und nur von durchziehenden Nomaden bewohnt. Ab 1100 v. Chr. wird in assyrischen, babylonischen und urartäischen Quellen das späthethitische Reich Melid erwähnt, das hier sein gleichnamiges Zentrum hatte. In assyrischen Quellen werden sowohl das Land als auch die Stadt gelegentlich als Kammanu bezeichnet. Um 1100 erreichte Tiglat-Pileser I. (1114–1076 v. Chr.) die Unterwerfung Melids, er nahm Geiseln und verlangte einen jährlichen Tribut. Nach einer Schwächephase des assyrischen Reichs wird Melid als Nächstes unter Assurnasirpal II. (883–869 v. Chr.) erwähnt, der Gesandte in Nimrud empfing. Auch unter Schalmaneser III. (858–824 v. Chr.) war Melid noch tributpflichtig, bis im späten 9. Jahrhundert v. Chr. das Urartäische Reich an Einfluss gewann. Mit dem urartäischen König Sarduri II. (764–735 v. Chr.) ging Ḫilaruada von Melid eine Allianz gegen Assyrien ein, die jedoch vernichtend geschlagen wurde. Damit begann die Phase der Unterwerfung der späthethitischen Stadtstaaten unter das assyrische Reich. Mit der Zerstörung der Stadt durch Sargon II. (722–705 v. Chr.) gehörte das Reich Melid nun direkt zum assyrischen Herrschaftsgebiet. König Tarḫunazi von Melid wurde nach Assyrien deportiert und die Stadt an Mutallu von Kummuḫ übergeben. Ob Sargons Nachfolger Melid halten konnten und ob eine assyrische Provinz Melid existierte, ist jedoch nicht belegbar.
Architektonisch sind aus dieser Periode mehrere, aufeinander folgende monumentale Toranlagen nachgewiesen, die im Norden des Hügels übereinander etwa an der Stelle des früheren hethitischen Stadttors lagen. Zur jüngsten Anlage gehört das bekannte Löwentor, von dem bei den frühen Ausgrabungen zwei Löwenskulpturen und zahlreiche Orthostaten mit Reliefs und Inschriften ans Licht kamen. Ein Teil davon war bereits in früheren Torbauten verwendet worden. Auch die Statue eines Herrschers wurde im Torbereich gefunden, die wahrscheinlich Mutallu von Kummuh darstellt. Auch drei sich überlagernde assyrische Paläste mit einer Entstehungszeit ab 708 v. Chr. konnten ergraben werden.
Aus römisch-byzantinischer Zeit wurden lediglich Reste eines Wohnviertels im Nordosten und stark gestörte Terrassenstrukturen im Südwesten gefunden. Einzige spätere Funde sind ein möglicherweise mittelalterlicher Friedhof im südwestlichen Bereich und eine Plattform aus Lehmziegeln über den assyrischen Palästen, wahrscheinlich Basis für einen türkischen Bau des 9. bis 10. Jahrhunderts.

## Forschungsgeschichte

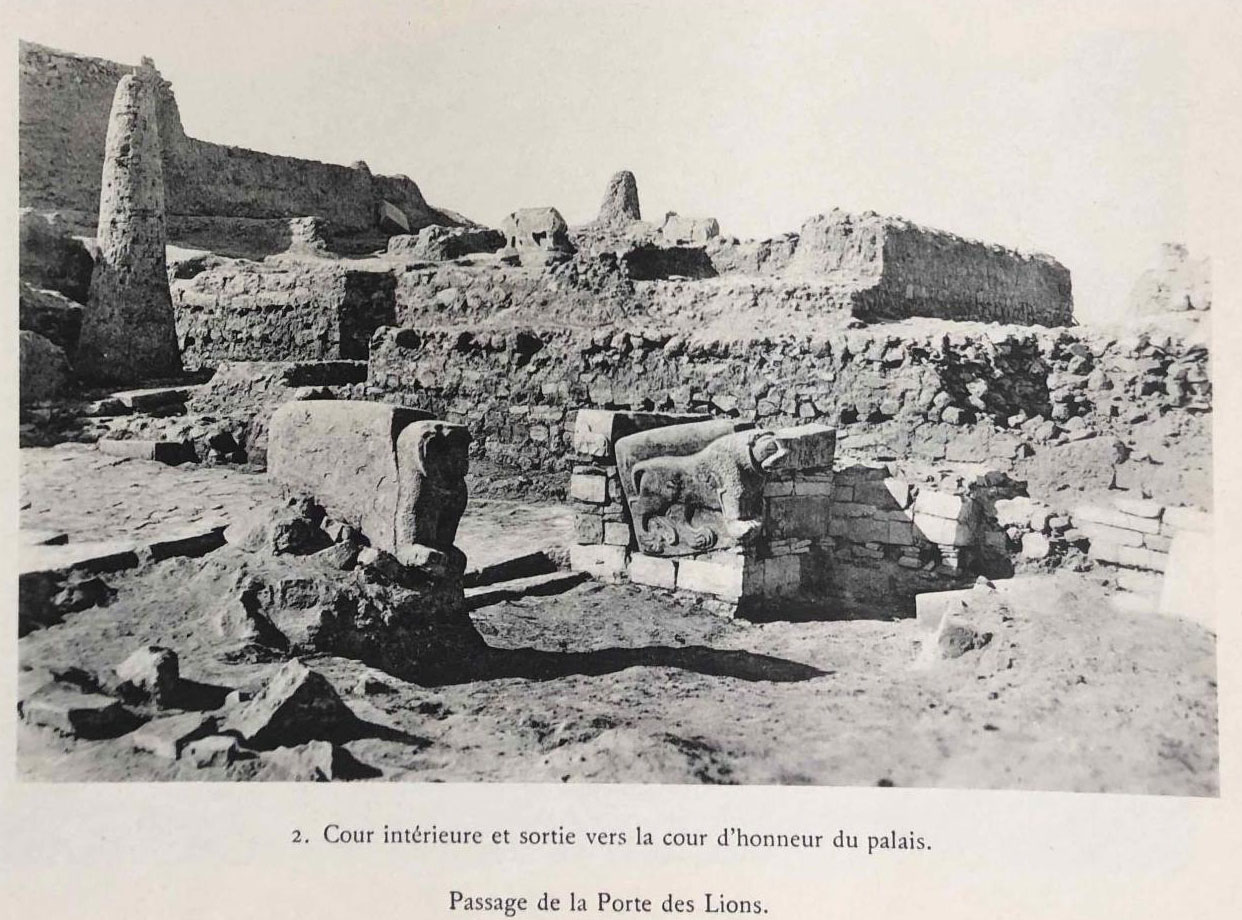
Löwentor während der Ausgrabungen durch Delaporte

Bereits 1894 beschrieb der britische Archäologe David George Hogarth in einem Artikel mehrere reliefierte Steine, von denen einer mit Sicherheit vom Hügel von Arslantepe stammte. 1907 besuchte die Cornell Expedition to Asia Minor der US-amerikanischen Cornell University Malatya, wo sie im Serail Orthostaten mit Inschriften und Reliefs photographierte. Auf dem Hügel fanden sie eine Löwenskulptur. Auch die britische Reisende Gertrude Bell lieferte Bilder der Reliefs. 1927–1928 bereiste der deutsche vorderasiatische Archäologe Hans Henning von der Osten im Auftrag des Oriental Institute at Chicago Kleinasien, wobei er sich auch in Malatya aufhielt und die erste topographische Zeichnung der Stätte erstellte, in der er auch den Fundort des Löwen vermerkte. Somit waren von 1894 bis 1932 fünfzehn reliefierte Orthostaten bekannt geworden, was das Interesse der Wissenschaft auf den Ort lenkte. 1932 bis 1938 führte daraufhin der französische Archäologe Louis-Joseph Delaporte die ersten Ausgrabungen auf dem Arslantepe durch. Er untersuchte vorwiegend den Nordostteil des Hügels um die Fundstellen der bekannten Reliefsteine. Dabei legte er das bekannte Löwentor frei, zu dem in situ befindliche Löwenskulpturen sowie zahlreiche weitere bearbeitete Orthostaten gehörten. Den Löwenskulpturen, die zum Teil offen lagen, verdankt der Ort seinen türkischen Namen. Unter Zuhilfenahme der bereits bekannten Stücke rekonstruierte er das gesamte ikonographische Programm des Bauwerks. Mit dem Zweiten Weltkrieg kamen die Ausgrabungen zum Erliegen. Nach Kriegsende nahm Claude Schaeffer die Grabungen für kurze Zeit (1949–1951) wieder auf. Bei seinen unveröffentlichten Arbeiten legte er unter dem Löwentor eine weitere, ältere Toranlage frei.
1961 nahm ein italienisches Team der römischen Universität La Sapienza erneut die Ausgrabungen auf, die bis heute (2020) andauern. Die Grabungsleitung hatten zunächst Salvatore M. Puglisi und Piero Meriggi, dann Puglisi allein. Ihm folgten Alba Palmieri und 1990 schließlich Marcella Frangipane, die die Arbeiten bis heute leitet. Zunächst wurde in Fortsetzung der französischen Grabungen der Nordostbereich untersucht, wo Schichten bis ins 2. Jahrtausend v. Chr. ans Licht kamen sowie einzelne Gebäude der frühen Bronzezeit. Von 1968 bis 2006 konzentrierten sich die Grabungsarbeiten dann auf den westlichen und südlichen Teil des Hügels, wo unter anderem die Palastanlage des 4. Jahrtausends v. Chr. zutage kam. Seit 2006 werden auch wieder die Nordostbereiche weiter erforscht.
Funde aus Arslantepe wurden bis in die 1970er Jahre in das Museum für anatolische Zivilisationen in Ankara gebracht, später ins Archäologische Museum Malatya.

## Weltkulturerbe
Seit 2014 stand Arslantepe auf der Tentativliste der UNESCO zur Anerkennung als Weltkulturerbe. Die Aufnahme erfolgte am 26. Juli 2021.